# 杨浦滨江地区
杨浦滨江地區，指的是位於中華人民共和國上海市楊浦區的黃浦江沿岸一帶，楊浦區境內的黃浦江岸线总长约15.5公里，总面积12.93平方公里。境內有杨树浦水厂、杨树浦发电厂、楊樹浦煤氣廠、秦皇岛路世博水门、渔人码头、上海国际时尚中心等標志性地點。杨浦滨江南段岸线保留的历史建筑总计24处66幢，总建筑面积达26.2万平方米。其中有中国第一家机器造纸厂、第一座机器棉纺织厂、第一座陆上水厂、最早的煤气供热工厂、远东最大的火力发电厂、最早的外商纱厂、拥有最多船坞的修船厂、最早的民营船厂。

## 歷史
楊浦濱江原本是工業地帶，在此聚集了不少工厂、仓库和码头。這些工廠將楊浦濱江分割，使得居民無法來到江邊觀賞。20世纪八九十年代，杨浦滨江工廠逐步關閉，當局開始將楊浦濱江改造為滨水空间和商務空間。
2010年，杨浦区规土局與上海市城市规划设计研究院正式启动杨浦滨江南段地区城市设计。2013年8月，上海市政府批复同意設計方案。2016年7月，怀德路至丹东路轮渡的550米公共岸线示范并段向公众开放，它是首個貫通的楊浦濱江沿岸公共空間。
2017年10月，杨浦大桥以西至秦皇岛路码头约2.8公里的沿江岸线贯通。2019年9月，杨浦大桥以东2.7公里公共空间貫通。杨浦滨江5.5公里的跑步道、骑行道、漫步道全部打通。